# Rohm
ROHM Co., Ltd. (ローム, Romu) é um fornecedor de peças eletrônicas japonesas com sede em Kyoto, no Japão. ROHM foi incorporada como Toyo Electronics Industry Corporation por Kenichiro Sato (佐藤 研 一郎) em 17 de setembro de 1958. O nome foi oficialmente mudado para Rohm em 1981. Sato foi o presidente da Rohm desde a sua fundação. Quando ROHM foi criada, a fabricação de resistores, foram seu principal produto. Posteriormente, a empresa começou a fabricar semicondutores. IC's e semicondutores discretos agora respondem por cerca de 80% da receita de Röhm. O nome da Rohm (que foi originalmente escrito R.ohm) foi derivada de R, de resistência e ohm, a unidade de medida de resistência.
Em outubro de 2009, a Rohm adquiriu a americana fornecedor MEMS Kionix.